# 214-та піхотна дивізія (Третій Рейх)
214-та піхотна дивізія (Третій Рейх) (нім. 214. Infanterie-Division) — піхотна дивізія Вермахту за часів Другої світової війни. Дивізія сформована у серпні 1939 року напередодні вторгнення німецьких військ до Польщі. Протягом осені-зими 1939—1940 року виконувала завдання на саарському фронті. З квітня 1940 року її перекинули Норвегії, де вона після висадки брала участь у наземній фазі операції з окупації цієї країни, а згодом залишилася в Норвегії виконувати окупаційні функції. З лютого 1944 року на Східному фронті, бої під Нарвою та на заході України. У січні 1945 року розгромлена в ході Вісло-Одерської операції Червоної армії.

## Історія

### Західний фронт

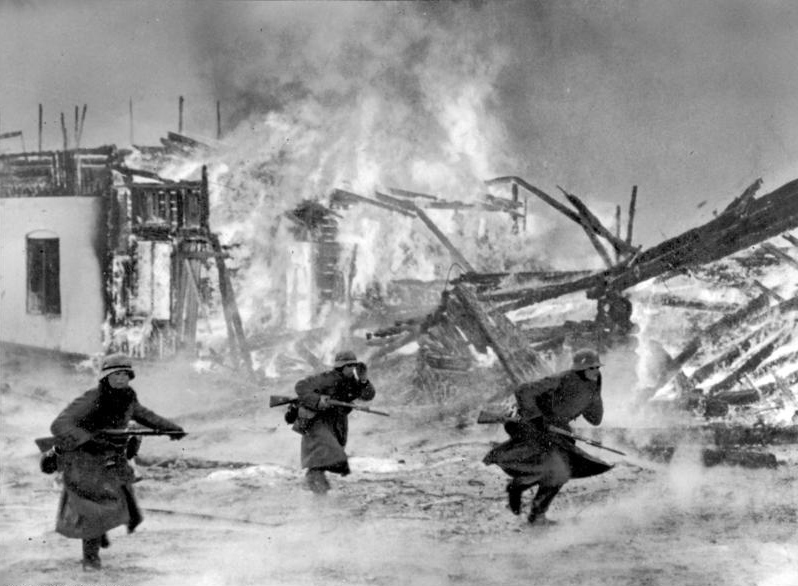
Німецькі солдати атакують крізь палаюче норвезьке село. Квітень 1940

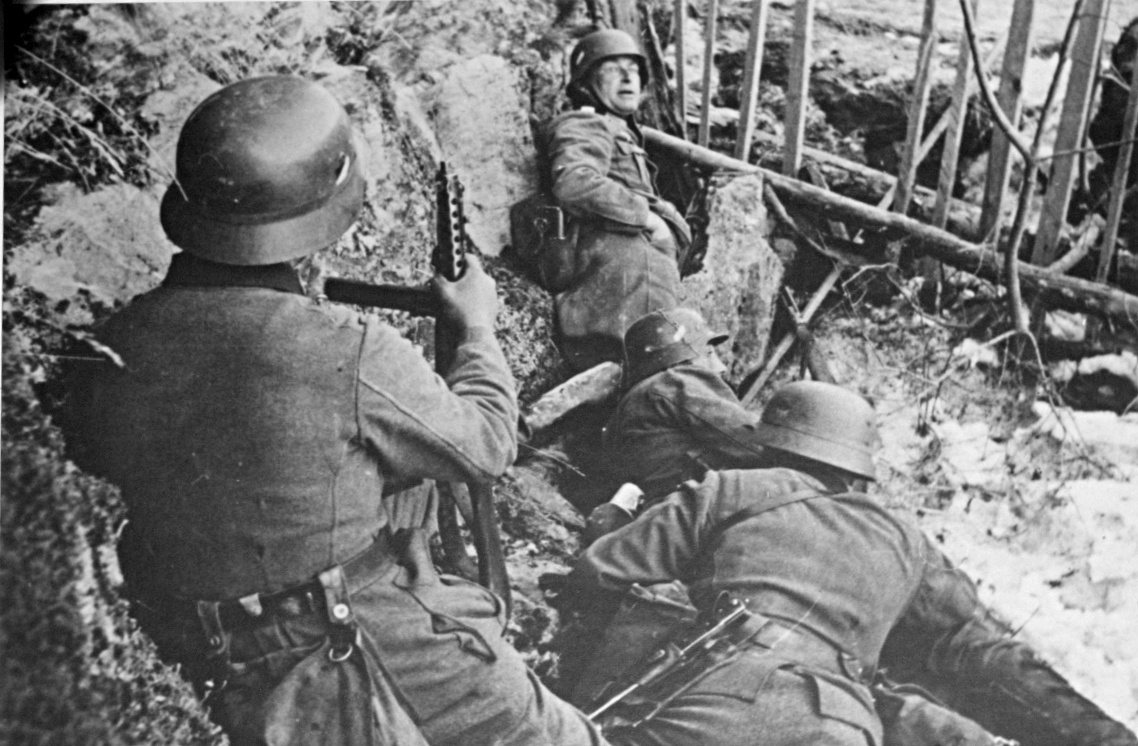
Німецькі війська ведуть бій. Норвегія. Квітень 1940

214-та піхотна дивізія розпочала формування 26 серпня 1939 року напередодні вторгнення німецьких військ до Польщі. Формування здійснювалося керівництвом ландверу в Ганау в IX військовому окрузі під час 3-ї хвилі мобілізації Вермахту за територіальним принципом у складі 3 піхотних полків. Полки, відповідно, формувалися: 355-й — у Бюдінгені, 367-й — в Ганау, 388-й у Ашаффенбурзі. Особовий склад дивізії поповнявся за рахунок військовозобов'язаних похилого віку й прибував в основному з Франкфурта-на-Майні. Протягом осені-зими 1939—1940 року дивізія виконувала другорядні завдання на саарському фронті. З початком активних дій французької армії на цьому напрямку, з'єднання разом з 79-ї генерал-майора К. Штрекера та 34-ї піхотними дивізіями генерал-майора Г. Белендорффа оборонялося на напрямку наступу 3-ї французької армії армійського генерала Ш.-М. Конде.
8 лютого 1940 року в кожному полку були сформовані кулеметні роти.
На початку квітня 1940 року дивізію перекинули до Норвегії, де після висадки в Крістіансанні та Арендалі, її частини у взаємодії з 163-ю дивізію розпочали наземну фазу операції з окупації цієї країни. Після успішного виконання замислу операції «Везерюбунг» 214-та піхотна дивізія залишилася в Норвегії нести окупаційні функції. 5 листопада 1940 року на фондах дивізії була сформована 199-та піхотна дивізія вермахту.
22 серпня 1941 року частина з'єднання (388-й піхотний полк, I дивізіон 214-го артилерійського полку та 2-га рота 214-го інженерного батальйону відбули до Фінляндії, де на їхній основі почалося формування 388-ї гренадерської бригади і 930-го артилерійського дивізіону.

### Східний фронт

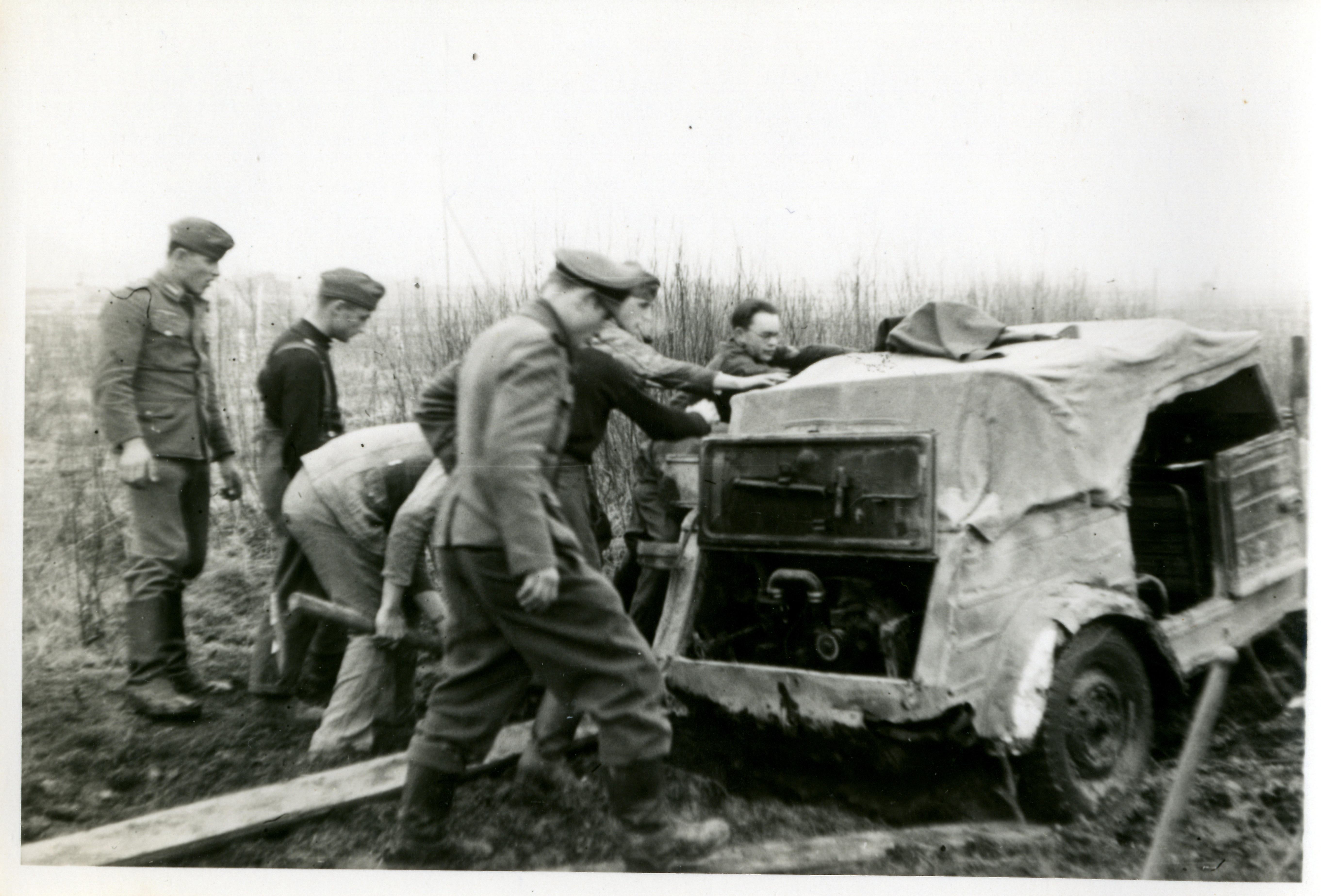
Німецькі війська під Нарвою. 1944

2 лютого 1944 року 214-ту піхотну дивізію (двохполкового складу) терміново перекинули до Східної Пруссії, де вона зазнала реорганізації. У березні 1944 року її вивели на оборонні рубежі під Нарвою, де точилися запеклі бої проти радянських військ, на заміну розгромленої 227-ї піхотної дивізії генерала артилерії В. Берліна.
Однак, вже у квітні дивізію знову перекинули на загрозливу дільницю німецько-радянського фронту, цього разу під Ковель, де велися затяті бої. З'єднання увійшло до XXXXII армійського корпусу генерала від інфантерії Ф. Маттенклотта 4-ї танкової армії, та вело бої на утриманні позицій поблизу міста Володимир-Волинський.
Під ударами радянських військ у стратегічній Львівсько-Сандомирській операції німецькі війська відступили на захід на рубіж річки Вісла, де 214-та дивізія вела оборонні бої до січня 1945 року. 12 січня 1945 року радянські війська 1-го Білоруського і 1-го Українського фронтів розпочали стратегічний наступ на цьому напрямку, маючи за мету розгром групи армій «А». 214-та піхотна дивізія була практично знищена за час цих боїв, лише невеличкі рештки з'єднання змогли відступити до Сілезії.

## Військові злочини
20 листопада 1942 року солдати III./355 піхотного полку під командування оберста Петрі отримали наказ на розстріл 14 британських командос, що висадилися занадто далеко від визначеного об'єкту атаки за планом операції «Фрешмен», та були захоплені німецькими військами.

## Райони бойових дій
- Німеччина (серпень 1939 — квітень 1940)
- Норвегія (квітень 1940 — лютий 1944)
- СРСР (північний напрямок) (лютий — квітень 1944)
- СРСР (центральний напрямок) (квітень — серпень 1944)
- Польща, Німеччина (Сілезія) (серпень 1944 — січень 1945)

## Командування

### Командири
- генерал-лейтенант Теодор Гроппе (нім. Theodor Groppe) (26 серпня 1939 — 30 січня 1940);
- генерал-майор Макс Горн (нім. Max Horn) (30 січня 1940 — 31 грудня 1943);
- генерал-лейтенант Карл Вале (нім. Carl Wahle) (31 грудня 1943 — 15 лютого 1944);
- генерал-майор Макс Горн (15 — 28 лютого 1944);
- генерал-лейтенант Гаррі фон Кірхбах (нім. Harry von Kirchbach) (28 лютого 1944 — 16 січня 1945).

### Підпорядкованість
| Час        | Корпус              | Армія                   | Група армій (округ)            | Штаб     |
| ---------- | ------------------- | ----------------------- | ------------------------------ | -------- |
| 1939       |                     |                         |                                |          |
| вересень   | —                   | 1-ша А                  | Група армій «C»                | Саар     |
| жовтень    | XXX ак              | 1-ша А                  | Група армій «C»                | Саар     |
| 1940       |                     |                         |                                |          |
| січень     | XXX ак              | 1-ша А                  | Група армій «C»                | Саар     |
| квітень    | XXI армійська група | —                       | —                              | Норвегія |
| вересень   | XXXVI КОН           | XXI армійська група     | —                              | Норвегія |
| 1941       |                     |                         |                                |          |
| січень     | XXXVI КОН           | Армія «Норвегія»        | —                              | Норвегія |
| червень    | LXX КОН             | Армія «Норвегія»        | —                              | Норвегія |
| 1942       |                     |                         |                                |          |
| січень     | LXX КОН             | Армія «Норвегія»        | —                              | Норвегія |
| 1943       |                     |                         |                                |          |
| січень     | LXX КОН             | Армія «Норвегія»        | —                              | Норвегія |
| вересень   | —                   | Армія «Норвегія»        | —                              | Норвегія |
| 1944       |                     |                         |                                |          |
| січень     | —                   | Армія «Норвегія»        | —                              | Норвегія |
| лютий      | —                   | Армійська група «Нарва» | Група армій «Північ»           | Нарва    |
| квітень    | XXXXII ак           | 4-та ТА                 | Група армій «Північна Україна» | Ковель   |
| серпень    | LVI тк              | 4-та ТА                 | Група армій «Північна Україна» | Вісла    |
| 23 вересня | LVI тк              | 4-та ТА                 | Група армій «A»                | Баранів  |
| 1945       |                     |                         |                                |          |
| січень     | LVI тк              | 9-та А                  | Група армій «A»                | Баранів  |
| лютий      | —                   | —                       | Група армій «Центр»            | Сілезія  |

### Склад
| Вересень 1939                          | Червень 1944                          |
| -------------------------------------- | ------------------------------------- |
| 355-й піхотний полк                    | 355-й гренадерський полк              |
| 367-й піхотний полк                    | 367-й гренадерський полк              |
| 388-й піхотний полк                    | 568-й гренадерський полк              |
| 214-й артилерійський полк              |                                       |
| 214-й інженерний батальйон             |                                       |
| 214-й протитанковий дивізіон           | 214-й протитанковий батальйон         |
| 214-й розвідувальний батальйон         | 214-й дивізійний фузілерний батальйон |
| 214-й дивізійний батальйон зв'язку     |                                       |
| —                                      | 214-й запасний батальйон              |
| 214-те дивізійне управління постачання |                                       |
| 214-те адміністративне управління      |                                       |
| 214-те санітарне управління            |                                       |
| 214-та ветеринарна рота                |                                       |